# الأنباط (شعب)

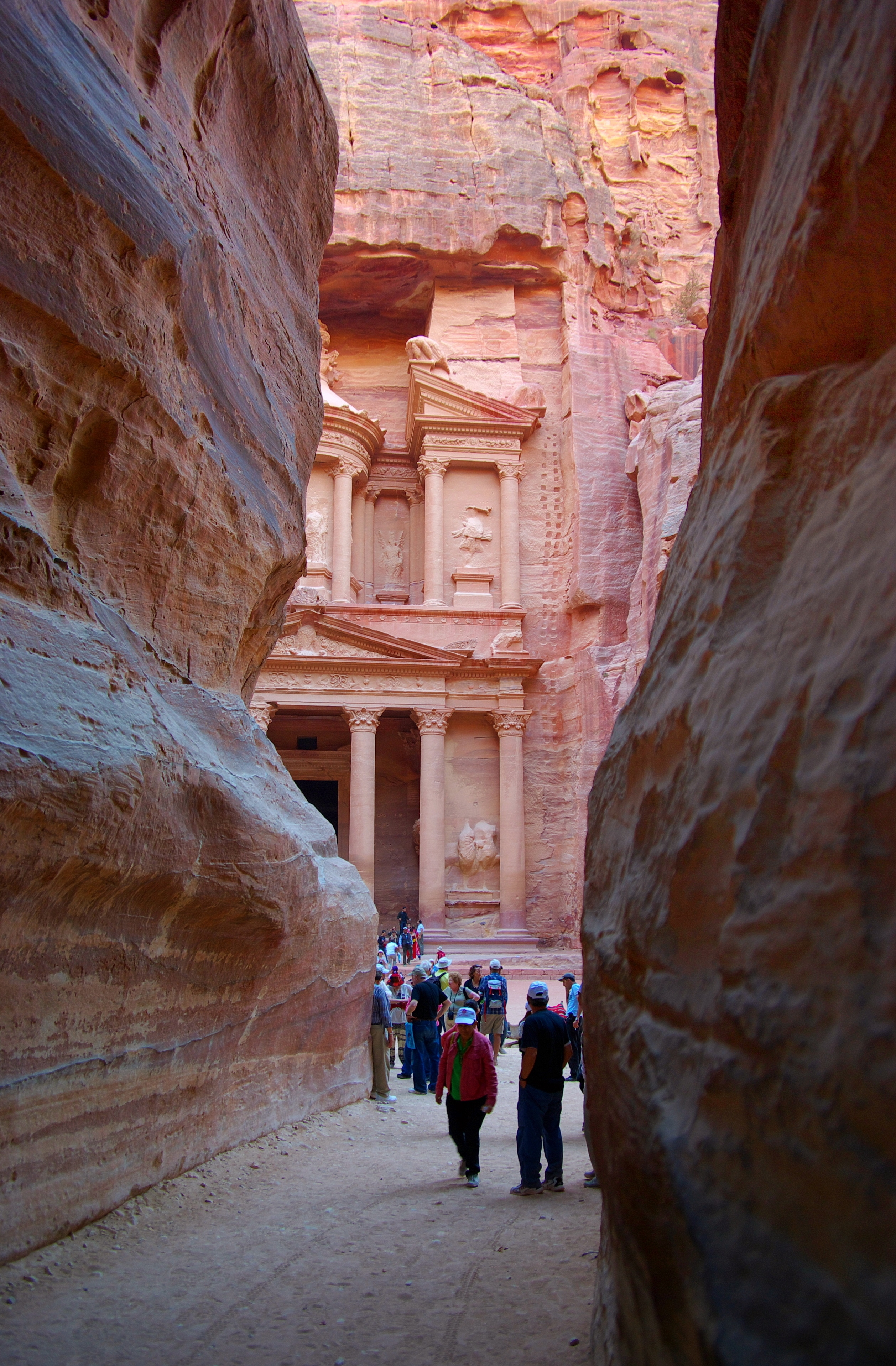
الخزنة في البتراء الأردن

الأنباط هم مجموعة من العرب القدماء الذين كانوا يقطنون في شمال الجزيرة العربية وجنوب الشام وينتمون إلى نبط بن إسماعيل، إليهم ينسب الخط النبطي ولهم مملكة الأنباط. حيث أعطيت مستوطناتهم التي استمرت من عام 100 إلى 37 قبل الميلاد الاسم «نباطين» كمنطقة عازلة بين الجزيرة العربية و سوريا و امتداد من الفرات و حتى البحر الأحمر. كان يملك الأنباط شبكة تجارة شبه متحكم بها قائمة على مجموعة من الواحات المتصلة ببعضها البعض حيث كانت تمارس الزراعة بشكل مكثف في مناطق معينة باللإضافة إلى الطرق الرابطة بين الواحات حيث لم يكن هناك حدود معينة إلى الصحراء. احتل تراجان المملكة النبطية وضمها إلى الإمبراطورية الرومانية حيث استمرت الثقافة النبطية داخل الإمبراطورية وتميزت بصناعات السيراميك الناعم المزين والتي شاعت في أوساط الثقافة الإغريقية الرومانية واختفت في ما بعد.

## الثقافة
لقد وجد العديد من رسومات الجدران والكتابات التي تدون حياة الأنباط التي امتدت شمالا حتى أطراف البحر الميت. تشهد تلك الكتابات والرسومات على مجتمع مثقف وقادر على القراءة والكتابة ولكن رغم ذلك لم تنجوا أغلب الأعمال الأدبية باستثناء بعض الرسائل. علاوة عليه قلما تم الإشارة إلى ثقافة الأنباط في القدم وحتى المعابد لم تحمل أي كتابات متعلقة بهم. تقترح الدراسات أن الثقافة النبطية كانت متأثرة بعدة تأثيرات وظهرت أولى الإشارات إليهم خلال فترة ديودورس الصقلي. تقترح المراجع الكلاسيكية أن طرق تجارة الأنباط ومصادر سلعهم لم تعتبرا فقط سر مهني ولكن كان يتعمد إخفاء الإشارة إلى تلك الأسرار وإبقائها بعيدا عن الأغراب. يصف ديودورس الصقلي في كتابه الثاني الأنباط على أنهم قبيلة قوية تتألف من 10,000 محارب بارزين من بين الرحل في الجزيرة العربية ومتميزين بزراعة، البيوت الثابتة وشرب الأنبذة. ليس ذلك فقط ولكن إضافة إلى ما عرف عن الأنباط، اشتهر الأخيرون بنمط الحياة الرعوي وتجارة سلع كالمر واللبان والتي ازدهرت بين الموانئ الرابطة العربية السعيدة (اليمن حاليا) مع الأمصار الأخرى. إضافة إلى ذلك ازدهرت تجارة الأسفلت القادمة إلى مصر من البحر الميت. كان قطر الأنباط الجاف أفضل حامي للقلاع التي عرفوا بها والتي كانوا يحفروها في التربة الغنية بصلصال على شكل قوارير.

## الديانة
أدى مدى تجارة الأنباط الواسعة إلى الاختلاط والتداخل بين ثقافات مختلفة والتي وصل مداها حتى الساحل الجنوبي للبحر الأحمر. كانت الآلهة المعبودة في البتراء ذو الشرى و العزى حيث كانت تصور على هيئة أعمدة أو كتل عديمة الملامح. كانت أبرز المعالم للآلهة تعرف بكتل الآلهة والتي تضمنت قطع وتسويت جزء كامل من ربوة أو واجهة جرف للتكوين ما يشبه «كتلة».غالبا ما تأثر الأنباط بالثقافات الأخرى كالإغريق والروم حتى غدت آلهتهم تصور بملامح بشرية.